# Judita ubija Holoferna (Artemisia Gentileschi, Neapelj)
Judita ubija Holoferna (italijansko Giuditta che decapita Oloferne) je slika italijanske zgodnjebaročne umetnice Artemisije Gentileschi, dokončana leta 1610 in zdaj v Narodnem muzeju Capodimonte v Neaplju v Italiji. 
V delu je prikazan prizor Judite, ki odseka glavo Holofernu, ki je v umetnosti običajna že od zgodnje renesanse, v skupini predmetov, ki jih umetniški kritiki imenujejo 'Moč žensk', ki prikazujejo ženske, ki zmagajo nad močnimi moškimi. Epizoda je iz apokrifne Juditine knjige v Stari zavezi, ki pripoveduje o atentatu na asirskega generala Holoferna s strani izraelitske junakinje Judite. Slika prikazuje trenutek, ko Judita, ki ji je pomagala služkinja, generala obglavi, potem ko je zaspal pijan.
Naslikala je tudi poznejšo različico dela v zgodnjih 1620-ih, zdaj v galeriji Uffizi v Firencah.

## Zgodovina
Judita ubija Holoferna je eno izmed najbolj znanih del Artemisije Gentileschi. Po preselitvi v Firence je naredila drugo različico te slike. O pokrovitelju tega umetniškega dela še ni podatkov. Lokacija kopije v Capodimonte ni bila znana, dokler ni bila leta 1827 dokumentirana v zbirki Signora Saveria de Simone v Neaplju . Artemisija se je leta 1593 rodila slikarju Orazioju Gentileschiju in od njega dobila veliko usposabljanja . Artemisia Gentileschi je imela približno sedemnajst let, ko je slikala Judita ubija Holoferna. Pred tem je dokončala tudi sliki Suzana in starca ter Madona in otrok. Te umetnine prikazujejo, kako je Gentileschijeva uporabljala gibanje telesa in obrazno mimiko, da bi izrazila čustva. Judita ubija Holoferna je bila dokončana leta 1610, kar je približno v času, ko je umetnik Agostino Tassi sodeloval z Oraziom Gentileschijem. Zaradi tega dejstva ni res, da je bila slika končana takoj po procesu posilstva. Gentileschijeva je naslikala še eno sliko Judita in njena služkinja (1613–14), na kateri je prikazano, da Judita drži bodalo, njena služkinja pa nosi košaro z odrezano glavo. Judita in njena služkinja je razstavljena v palači Pitti v Firencah. Na nadaljnjih treh slikah Gentileschijeve v Neaplju, Detroitu in Cannesu je prikazana služkinja, ki pokriva glavo Holoferna, medtem ko sama Judita gleda okvir slike. Gentileschijin oče Orazio Gentileschi je bil tudi znan slikar; nanj je zelo vplival tudi slog Caravaggia in tudi sam naslikal svojo različico zgodbe Judita in njena služkinja z glavo Holoferna.

## Tema

### Biblični vir
Epizoda Judite, ki odseka glavo Holofernu, je iz Devterokanonične knjige Biblije. Epizoda je iz apokrifne Juditine knjige v Stari zavezi, ki pripoveduje o atentatu na asirskega generala Holoferna s strani izraelitske junakinje Judite. Gentileschijeva se naslanja na najbolj pomembno del Judinine knjige, ko je odsekala glavo.Jdt 13

### Tema
Za sliko velja, da je povezana s temo Moč ženske. Zgodovinarka Susan L. Smith opredeljuje »žensko moč« kot »reprezentativno prakso združevanja vsaj dveh, a po navadi več, znanih osebnosti iz Biblije, starodavne zgodovine ali romantike, da bi ponazorili kopico medsebojno povezanih tem, ki vključujejo ženske trike, moč ljubezni in preizkušnje zakonske zveze . Gentileschijeva se v svoji sliki igra s 'trikom ženske' tako, da dobesedno upodablja Judito kot  njeno dominacijo nad moškim. Judita je prikazana kot lepa ženska, ki je navdušila Holoferna in tudi kot krvoločna junakinja

## Vizualna analiza
Slika je neusmiljeno fizična, od širokega izliva krvi do energije obeh žensk, ko opravljata dejanje. Napor ženskega boja je najbolj lepo predstavljen z občutljivim obrazom služkinje, ki je mlajši kot na večini slik, ki ga prijema prevelika, mišičasta pest Holoferna, ko se obupno bori za preživetje. Judita ubija Holoferna uporablja globlje primarne barve v primerjavi s florentinsko kopijo. Judita je prikazana v kobaltno modri obleki z zlatimi poudarki, njena dama na čakanju pa nosi rdečo obleko. Obe ženski imata zavihane rokave. Ker je bila Artemisia Gentileschi pobožna sledilka Caravaggia, je na tej sliki uporabljen tenebrizem. Luč sveti neposredno na prizorišče Judite, ki obglavlja Holoferna.

## Opis Judite
Mnogo različnih umetnikov je upodobilo svetopisemsko junakinjo Judito. Zaradi priljubljenosti, da ženska v baročni umetnosti nadvlada moškega, je Judita postala priljubljen svetopisemski motiv za slikanje. Umetniki različnih slogov jo prikazujejo odvisno od trendov v časovnem obdobju

### Renesansa
Renesansa je imela dolgoletno zgodovino upodabljanja Judite. Mnogi umetniki so verjeli, da ima junakinja Judita veliko različnih lastnosti, kot sta čednost in ponižnost. Lucas Cranach starejši je naslikal zelo enostavno različico Judite, ki je danes znana kot Judita z glavo Holoferna. Cranachova Judita je prikazana z odločnim pogledom na obrazu, ko v roki drži meč. Nosi okrašeno zeleno obleko in gledalec si jo lahko ogleda le do sredine stegna. Njeno telo je odrezano zaradi marmorne police, na kateri je sedela glava Holoferna. Ni brizgajoče krvi in zdi se, da je Judita čisto prerezala glavo Holoferna. Flegmatični pogled na Juditinem obrazu odmeva v intenzivnosti njenega obglavljanja. Gentileschijeva zajame čustva Juditinega obraza, vendar ohranja večjo zdravniško natančnost s krvjo, ki se razlije po postelji. Genitleschijeva Judita ubija Holoferna prikazuje Judito v dejanju obglavljenja, namesto da bi jo prikazala z glavo Holoferna, kot je to storil Cranach. Donatello je tudi prispeval svojo interpretacijo s kipom, znanim kot Judita in Holofern. V tem kipu je Judita vidna, kako se dviga nad Holofernom z mečem nad glavo. Holofernovo telo pade čez in njegova glava je še vedno pritrjena na njegovo telo. Donatellova Judita in Holofern sta skušala simbolizirati temo ponosa v obeh in ponuditi kot previdno zgodbo družini Medici. Pisatelj Roger J. Crum ugotavlja, da »Juditina gesta, ko potegne nazaj generalovo glavo, poskrbi, da bo njen naslednji udarec v vrat vidnejši.Glej vrat ponosa, je ukazal napis in Donatellova obravnava je olajšala skladnost.« Za razliko od Donatellove skulpture Gentileschijeva prikazuje Judito, ki je v posebnem trenutku obglavljenja zmagala nad Holofernom. Odloči se tudi prikazati Judito brez pokrivala na glavi in vključuje Juditino služkinjo.

### Barok
Judita obglavi Holoferna je zelo priljubljena zgodba med baročnimi umetniki. Sodobnik Artemisije Gentileschi, Johann Liss, je ostal v koraku z baročnim slogom, tako da je v svojo sliko Judita v Holofernovem šotoru vključil makabre posnetke (pomeni 'imeti kakovost mračnega ali grozljivega vzdušja'. Macabre deluje tako, da poudarja podrobnosti in simbole smrti. Izraz se nanaša tudi na dela, ki so posebej grozne narave.). Slika prikazuje brezglavo telo Holoferna, ki se nagiba. Judita zamahne Holofernovo glavo v koš, kjer je viden hiter pogled nanjo. Gledalec lahko v ozadju vidi glavo služabnice, preostanek njenega telesa pa ni viden. Videti je, da želi videti, kakšna navodila ji bo dala Judita. Da iz obglavljenega telesa Holoferna brizga kri, kaže Lissovo zanimanje za človeško telo. Gentileschijeva ima podobno nujnost v svojem slikarstvu, vendar kaže, Judito sredi obglavljenja in ne Holofernovo brezglavo telo. Tudi Gentileschijeva v svoji sliki uporablja enako količino krvavosti.

#### Caravaggiov vpliv
Caravaggiova Judita obglavlja Holoferna prikazuje drugačen prikaz tega prizora. Mary Gerrard poudarja, da je Carravaggio »znova poudaril narativni poudarek, vendar se zdaj osredotoča na dramatične in ne na epske značilnosti zgodbe ter na človeški konflikt med dvema glavnima likoma«. Caravaggio prikazuje Holoferna, kako brizga kri iz njegovega vratu kot vrvica. Namesto da bi prizor Holofernovega obglavljenja naredil bolj všeč za gledalce, se Gentileschijeva razlikuje po tem, da ne zadržuje grozovitih posnetkov. Ona tudi pokaže, da je Judita vložila vse napore v ubijanje, tudi da je zaposlila služkinjo. Tako v slikah Caravaggia kot Gentileschijeve je v ozadju opazna odsotnost dekorativnih podrobnosti.
Judito, ki je obglavi Holoferna, so upodobili številni umetniki, med njimi Giorgione, Tizian, Rembrandt, Peter Paul Rubens in Caravaggio.
Verjame se, da je glavni vir teh del Caravaggiova slika, njegov vpliv pa kaže na naturalizem in nasilje, ki ga Gentileschijeva prinaša na svoje platno.

## Historiografija
Mnogo umetnostnih zgodovinarjev in biografov je imelo zelo različne interpretacije in stališča o sliki Judita ubija Holoferna. Umetnostna zgodovinarka Mary Garrard meni, da Judito prikazuje kot »socialno osvobojeno žensko, ki kaznuje moško kršitev« . Čeprav slika prikazuje klasični prizor iz Biblije, umetnostni zgodovinarji nakazujejo, da se je Gentileschijeva naslikala kot Judita in njenega mentorja Agostina Tassija, ki mu je bilo sojeno zaradi posilstva, kot Holoferna. Gentileschijina biografinja Mary Garrard je predlagala avtobiografsko branje slike, in je dejala, da deluje kot »katarzičen izraz umetnikinega zasebnega in morda potlačenega besa« .  Drugi predlagajo, da bi bil bolj feminističen pristop, ki ga je treba sprejeti. Griselda Pollock predlaga, da bi bilo treba sliko »brati manj v smislu njenih očitnih sklicevanj na izkušnje Artemisije, kot kodiranje umetnikinih sublimiranih odzivov na dogodke v njenem življenju in zgodovinskega konteksta, v katerem je delala« .

## Sprejem
Sprejem slike se je spreminjal. Florentinski biograf po imenu Filippo Baldinucci jo je označil kot »navdihujoče malo groze«. Slika je bila neverjetno priljubljena, predvsem zaradi groteskne narave svetopisemskega prizora, pa tudi zaradi umetnikinega spola. Ko je leta 1827 sliko prodala Signora Saveria de Simone, je bila prodana kot Caravaggiovo delo  Ta zmeda kaže predanost Gentileschijeve kot caravagistta. V zadnjih desetletjih je bilo za to sliko veliko umetnostno zgodovinskega zanimanja, Eva Straussman-Pflanzer pa je pojasnila, da je »slika ima ... pridobila… priznanje zaradi svojega feminističnega navdiha v zgodovino umetnosti«.